# Киселево (Невельский район)
Киселево — деревня в Невельском районе Псковской области России. Входит в состав Плисской волости.

## География
Расположена на северо-западном побережье озера Ловец, в 27 км к западу от райцентра, города Невель, и в 4 км к северо-западу от деревни Ловец.

## Население
| 2001 | 2002 | 2010 |
| ---- | ---- | ---- |
| 36   | ↘29  | ↘16  |

Численность населения деревни по оценке на начало 2001 года составляла 36 человек.

## История
С января 1995 до декабря 2005 года деревня входила в состав ныне упразднённой Ловецкой волости.